# 하우라키만
하우라키만(영어: Hauraki Gulf, 마오리어: Tīkapa Moana)은 뉴질랜드 북섬 연안에 위치한 만으로, 총 면적은 4,000km²
이며, 태평양에 속한다.
'하우라키'는 마오리어로 '북풍'이라는 뜻이다. 2014년 공식적으로 뉴질랜드 정부는 이 만의 이름을 'Hauraki Gulf / Tīkapa Moana'로 제정했다. 뉴질랜드 문화유산청은 마오리어 지명을 '수심(愁心) 깊은 바다'로 번역했다. 마오리 전설에 따르면 하우라키만은 고래 모양을 한 '우레이라'라는 타니와가 지키고 있다고 한다.